# باجل (تنس)
البَاجْلْ أو بَاجـلْ (بالإنجليزية: Bagel)‏ هو مصطلحٌ دارجٌ في عالم التنس ويعني انتهاء المجموعة في مباراة تنس بنتيجة 6 – 0، أمّا إذا انتهت المجموعة بجميعِ أشواطها ونقاطها لنفس اللاعب/ة بحيثُ لم يُضيّع ولا نقطة فهنا يُسمّى الباجل الذهبي لكنّه نادرٌ للغاية وصعبٌ جدًا أن يحصل. غالبًا ما يُسجّل الباجل في الجولات الأولى من بطولات التنس حين تضعُ القرعة لاعبين مصنّفين ضمنَ الأوائل ومرشحين لنيل البطولة ضدّ آخرين في تصنيفات متأخّرة للغاية أو حتى غير مصنّفين كمن يحصلُ على بطاقة دعوة للمشاركة في البطولة أو من يُعوّض انسحاب لاعبٍ آخر.

## التسمية

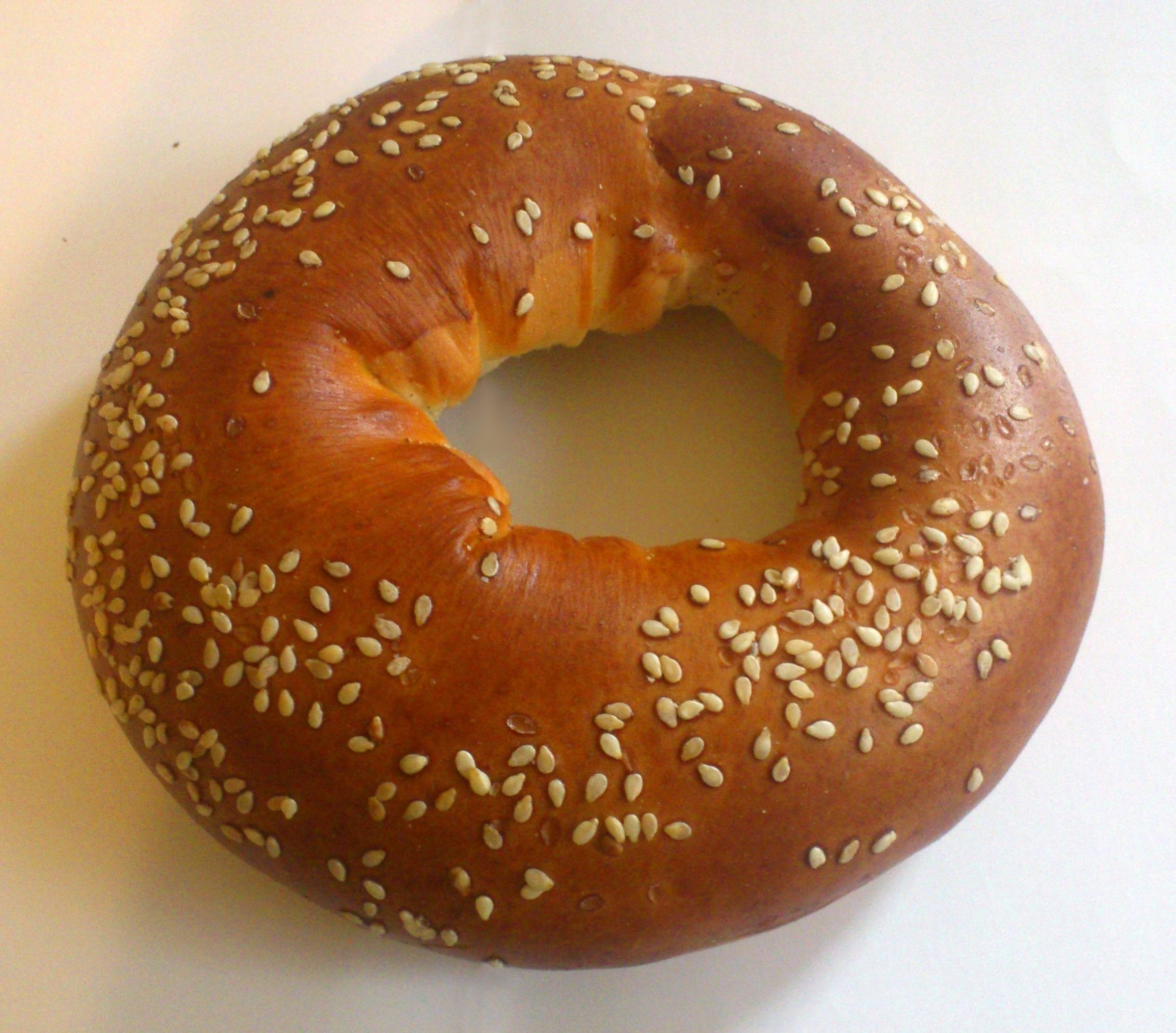
خبز الباجل الذي يُشبه في شكله الصفر ومن هنا جاءت تسمية 6 – 0 في مجموعة ضمن مباراة تنس بالباجل.

لا تُوجد ترجمة عربية متفقٌ عليها لمصطلح باجل، حيث يُنقحَر مباشرةً من الاسم الإنجليزي ويُنطق باجل، أما عن سبب التسمية فيعودُ ذلك للتشابه بين شكل الصفر (في حالة 6 – 0) وشكل الخبز المدوّر المعروفِ باسم بايغل أو باجل (الاسم الأصلي: Bagel). يُعتبر لاعب التنس الأمريكي هارولد سولومون أول من صاغَ المصطلح، ولقي شهرة أكبر على فمِ المعلّق الأمريكي الراحل بد كولينز.

## إحصائيات
لا يسردُ الجدول التالي جميع إحصائيات الباجل في مباريات التنس حيث يصعب عدّها وإحصائها لكثرتها على مرّ السنين، لكنّه يُقدّم أمثلة فحسب على أبرز وأشهر مباريات التنس التي شهدت تسجيل لاعبٍ لنتيجة الباجل (6 – 0) ضدّ خصمه في إحدى المجموعات:
| اللاعب الفائز    | اللاعب الخاسر    | البطولة                      |
| ---------------- | ---------------- | ---------------------------- |
| إيفان ليندل      | جيمي كونرز       | بطولة فورست هيلز 1984        |
| مارتينا هينجيز   | مونيكا سيليش     | بطولة ميامي المفتوحة 2000    |
| ليندسي دافينبورت | ماريا شارابوفا   | بطولة إنديان ويلز 2005       |
| كيم كليسترز      | دينارا سافينا    | بطولة أستراليا المفتوحة 2011 |
| إيغا شفيونتيك    | كارولينا بلسكوفا | بطولة روما المفتوحة 2021     |